# Cromwell (Minnesota)
Cromwell é uma cidade localizada no estado americano de Minnesota, no Condado de Carlton.

## Demografia
Segundo o censo americano de 2000, a sua população era de 143 habitantes.
Em 2006, foi estimada uma população de 201, um aumento de 58 (40.6%).

## Geografia
De acordo com o United States Census Bureau tem uma área de
5,2 km², dos quais 4,7 km² cobertos por terra e 0,5 km² cobertos por água.

## Localidades na vizinhança
O diagrama seguinte representa as localidades num raio de 28 km ao redor de Cromwell.